# Georg Christoph Pisanski
Georg Christoph Pisanski (né le 13 août 1725 à Johannisburg, Mazurie et mort le 11 octobre 1790 à Königsberg) est un théologien prussien, professeur de lycée et historien de la littérature.

## Biographie
Pisanski est le fils d'un pasteur. Les ancêtres maternels incluent Andreas Concius (de) et Georg Andreas Helwig (de). Même lorsqu'il est à l'école à Johannisburg et Angerburg, il est fasciné par Christoph Hartknoch (de) et Theodor Christoph Lilienthal (de) par leur vision de la Prusse. À partir de 1742, il étudie à l'Université de Königsberg. Les points forts de cette université, qui a alors 200 ans, sont la théologie protestante et les mathématiques. Pisanski visite régulièrement la Bibliothèque d'argent (de), la Bibliothèque de la ville de Königsberg (de) et la Bibliothèque Wallenrodt (de). Au bout de six ans, il est nommé collaborateur au lycée de la vieille ville. En 1750, il devient vice-principal, en 1751 vice-recteur. Encore une fois sans aucune action de sa part, il est admis à la Société royale allemande de Königsberg à l'âge de 28 ans. En 1756, il se marie avec Johanna Agnes Liedert de Königsberg.
En 1759, Pisanski nomme recteur du lycée de la cathédrale. C'est Leberecht Cleinow (de) qui l'initie à la fonction de pasteur à la cathédrale de Königsberg. Après avoir obtenu son diplôme de maîtrise, Pisanski enseigne la philosophie et l'histoire à l'Université de Königsberg. En 1762, il participe aux célébrations de la Paix de Saint-Pétersbourg (de). Il correspond avec Johann Carl Conrad Oelrichs (de) à Stettin, Friedrich Konrad Gadebusch à Dorpat et Wilhelm Paul Verpoorten (de) à Dantzig. En 1762, il reprend les fonctions d'enseignement poétique de Johann Georg Bock (de).
En 1769, il est nommé à la chaire de théologie de Königsberg, mais la couronne prussienne ne le confirme pas. Sur les conseils d'amis, il rédige une thèse de théologie chez Lilienthal, avec laquelle il obtient le titre de docteur en théologie en 1773,. Souhaitant travailler en paix et craignant les charges du décanat, il se dérobe à toutes les tentatives de nomination ; en plus des cours d'histoire et de philosophie, il donne cependant des cours de théologie. En 1789, il est nommé conseiller consistorial. Ludwig Ernst von Borowski (de) accompagne Pisanski jusqu'à sa mort à l'âge de 65 ans. Borowski est également le premier éditeur du Preußischen Literaturgeschichte de Pisanski et rédige l'histoire de sa vie.

## Publications (sélection)
L'année de sa mort, Pisanski compte 108 écrits savants. Une liste de ses écrits est répertoriée dans la nécrologie écrite par Ludwig Ernst von Borowski (de), qui est incluse dans la préface du brouillon de Pilsanski Entwurf der Preußischen Litterärgeschichte, Königsberg 1791.
- Entwurf einer preußischen Literärgeschichte in vier Büchern. Mit einer Notiz über den Autor und sein Buch, hrsg. von Rudolf Philippi (de). Hartung, Königsberg 1886.
  - Band 1:  Aeltere Geschichte vom ersten Beginnen gelehrter Kenntnisse in Preußen an bis zum Anfange des siebzehnten Jahrhunderts. Königsberg 1791 (Volltext).
- Von den Bibliotheken, Buchdruckereien und dem Buchhandel im 17. Jahrhundert. 1850.
- Von den Schulen in Königsberg im siebzehnten Jahrhundert. In: Preußische Provinzial-Blätter. Band 9, Königsberg 1850, S. 458–467.
- Von der Beredsamkeit, der Dichtkunst und der Musik im siebzehnten Jahrhundert. In: Preußische Provinzial-Blätter. Band 2, Königsberg 1852, S. 152–160.